# Andreaea striata
Andreaea striata är en bladmossart som beskrevs av Mitten 1869. Andreaea striata ingår i släktet sotmossor, och familjen Andreaeaceae. Inga underarter finns listade i Catalogue of Life.